# ФК Лориан
ФК Лориан (на френски: Football Club Lorient-Bretagne Sud) е френски футболен клуб, базиран в град Лориан, Бретания. 

## История
ФК Лориан е сформиран като аматьорски тим на 2 април 1926 по известен като Football Club Lorientais. Първо играят в регионалната трета дивизия, през 1929 влизат в Division d'Honneur.
Клубът става професионален през 1995, въпреки че е имал два по-ранни периода като професионален клуб, между 1967 – 1977 и 1988 – 1991.
Клубът печели Френската Купа през 2002, същата година са финалисти и за Купата На Лигата. През сезон 2005 – 06 клубът завършва трети в Лига 2, печелейки влизане в Лига 1

## Успехи
- Купа на Франция: 2002

## Настоящ състав
1  GK Лионел Капон (Lionel Cappone)
2  DF Микаел Сиани (Mickaël Ciani) (на заем от ФК Оксер)
3  DF Марк Бутрюш (Marc Boutruche)
4  DF Давид Рьокорбе (David Recorbet)
5  DF Бенжамен Жантон (Benjamin Genton)
6  MF Фабрис Абриел (Fabrice Abriel)
7  MF Оскар Еволо (Oscar Ewolo)
8  MF Гийом Мулек (Guillaume Moullec)
9  FW Кемал Бурани (Kemal Bourhani)
10  MF Стефан Пьодрон (Stéphane Pedron)
11  MF Улрих Льо Пан (Ulrich Le Pen)
12  FW Стев Марле (Steve Marlet)
13  MF Рафик Саифи (Rafik Saïfi)
14  MF Фабрис Фиорез (Fabrice Fiorèse) (на заем от Олимпик Марсилия)
15  FW Жереми Морел (Jérémy Morel)
16  GK Фабиан Одар (Fabien Audard)
17 MF Мадиньо (Madinho)
18  MF Раман Бари (Rahmane Barry) (на заем от Олимпик Марсилия)
19  MF Набил Таидер (Nabil Taïder) (на заем от ФК Тулуза)
20  DF Карл Меджани (Carl Medjani) (на заем от Ливърпул)
21  FW Андре-Пиер Жиняк (André-Pierre Gignac)
23  MF Язид Мансури (Yazid Mansouri)
24  MF Кристоф Жале (Christophe Jallet)
25  FW Жулиан Пинар (Julian Pinard)
26  DF Хуан Мануел Бариентос (Juan Manuel Barrientos)
27  MF Хамед Намуши (Hamed Namouchi)
28  MF Диего Йесо (Diego Yesso)
29  DF Силвен Маршал (Sylvain Marchal) (капитан)
30  GK Реми Риу (Rémy Riou) (на заем от Олимпик Лион)
31  MF Фарид Талхауи (Farid Talhaoui) (на заем от Ан Аван Гинган)
33  GK Жан-Марк Льо Рузик (Jean-Marc Le Rouzic)